# もっぷん
元木 敦士（もとき あつし、1983年5月23日 - ）は、日本のお笑いタレント、ものまねタレント。旧芸名はもっぷん。
香川県出身。オフィス南所属。かつてはマセキ芸能社に所属していた。
木村拓哉のそっくりさんとして知られる。

## 来歴
2004年にお笑い芸人デビュー。当時はぬいぐるみを使った一人コントで、芸名は「もっくんとともくん」だった。
2007年、相方のぬいぐるみ「ともくん」の鼻が取れてしまい、惜しまれながら「ともくん」と決別。「もっくん」に改名。
そして、2008年、罰ゲームに負けた際「もっぷん」に改名。芸風も木村拓哉ネタに落ち着き、現在に至る。
2010年2月からものまねSMAPのメンバーとして『爆笑そっくりものまね紅白歌合戦スペシャル』（フジテレビ）にレギュラー出演している。
2011年6月21日放送の『『ぷっ』すま』（テレビ朝日）では番組レギュラーで木村と同じくSMAPのメンバーである草彅剛と共演し、「SHAKE」を一緒に歌い踊った。
2012年5月8日、公式ブログにて、5月7日付でマセキ芸能社を退社したことを発表した。
2012年7月22日、『FNS27時間テレビ 笑っていいとも!真夏の超団結特大号!!徹夜でがんばっちゃってもいいかな?』（フジテレビ）で、中継ではあるが、ものまねSMAPとして木村本人の目の前で初めてものまねを披露した。
その後はオフィス南所属となり、EXILE TAKAHIROのそっくりさんである松本和也とお笑いコンビ「キムザイル」を結成し、本名の元木敦士名義で活動している。
2015年2月18日発売のSMAPのシングル「ユーモアしちゃうよ」のミュージック・ビデオに、ものまねSMAPの一人として出演した。

## 人物・芸風
芸風は木村拓哉（SMAP）に憧れる青年や、木村になりきるコントやものまねなど。実写映画版『宇宙戦艦ヤマト』に主演した木村の一瞬モノマネで話題となった。
見た目は木村に似ているが、声が小宮浩信（三四郎）になるなどして、喋ると全く似ていない。そのため、ものまね番組で声を出して木村のものまねを披露したところ、「今まで見たキムタクのものまねで一番似てない」と出演者から評価されたこともある。小峠英二のものまねもする。
近年では紙芝居形式のネタ（自虐的なネタも多い）が主で、（テレビドラマ『HERO』（フジテレビ）出演時の木村を意識して）夏でもダウンジャケットを着て演じている。ここで使われているイラストは友人の漫画家に描いてもらっているという（ネタ中にその話をしたことがある）。
また、島田ひでとし・よっしー・ジゴロー・スズケン（すいたんすいこう）と共にSMAPのそっくりさんユニットのSCRAPとしても活動している。
マーナ（工藤静香役）、みよこ（Cocomi役）、高田千尋（Kōki,役）と共にものまねユニット「木村ファミリー」を組んで活動している。
素人時代（2004年）に『マルチなあいつ!』（読売テレビ）の番組企画「劇団・ゆきひら鍋」（座長は木村祐一）に参加しており、そのときの一員であったサブカル系作家の中沢健と親しく、中沢の主催するライブや製作した映画にも出演していたため、サブカル層にもファンが多い芸人である。
千葉県にある「菓子工房 プロヴァンス」というケーキ屋でアルバイトをしていた時期があり、同店のTwitterでは、もっぷんがシフトに入る日が公表されていた。

## 出演

### TV
- 爆笑そっくりものまね紅白歌合戦スペシャル（2008年12月30日- 、フジテレビ）
- カスペ!・金曜プレステージ・顔も声もご本人と一緒!爆笑そっくりものまね紅白歌合戦スペシャル（2010年2月19日・2011年2月11日、5月17日・2012年2月24日、フジテレビ）
- あらびき団（TBSテレビ）
- 森田一義アワー 笑っていいとも!（フジテレビ）- 2010年10月5日、10月19日から毎週「お笑いニートを救え!ギャグマーケット」「ものまねバブルにのっかっちゃえ!マネマネマーケット」
- ありえへん∞世界（テレビ東京）
- やりすぎコージー（2010年11月24日、テレビ東京）
- 笑っていいとも!年忘れ特大号!（2010年12月29日、フジテレビ）
- 爆問パワフルフェイス!（2011年5月11日、TBSテレビ）
- 『ぷっ』すま（2011年6月21日、テレビ朝日）
- FNS27時間テレビ（2012年7月22日、フジテレビ）
- コサキン・天海の超発掘!ものまねバラエティー マネもの（2014年9月27日、フジテレビ）
- 水曜日のダウンタウン（TBS）- 2021年3月24日『30-1グランプリ』、木村ファミリーで出演[1]
- 知らなくて委員会（北海道放送）- 2021年4月19日『芸人ショートネタ選手権』、木村ファミリーで出演[2]
- ダウンタウンDX（2023年7月27日、読売テレビ）

### CATV
- めっけタウン いたばし・東上（J:COM 板橋）MC

### 配信ドラマ
- SPECサーガ黎明篇『Knockin'on 冷泉's SPEC Door』 2話（2021年、Paravi）- シェフ役

### 映画
- 白カラス
- 地球防衛ガールズP9（2011年、ファイヤークラッカー） - クタムキ隊長役

### MV
- 華麗なる逆襲/ユーモアしちゃうよ（ユーモアしちゃうよ）